# Stazione di Hanoi
La stazione di Hanoi (in vietnamita Ga Hà Nội) è la stazione principale di Hanoi, capitale del Vietnam e la principale stazione ferroviaria del paese. Servita dalle Ferrovie del Vietnam, è il capolinea di cinque delle sette tratte ferroviarie del Vietnam, in particolare la ferrovia nord-sud (Espresso della Riunificazione), la Hanoi-Lao Cai, la Hanoi-Haiphong, la Hanoi-Đồng Đăng e la Hanoi-Quán Triều. La stazione si trova al numero 120 di via Lê Duẩn, nel distretto di Hoan Kiem, nel centro della città.
La stazione è stata inaugurata nel 1902, durante il periodo coloniale francese, con l'apertura della linea ferroviaria per Haiphong. A questa si aggiunsero la Hanoi-Lao Cai nel 1905 e la ferrovia nord-sud nel 1936. Danneggiata nel 1972 durante la guerra del Vietnam, è stata parzialmente ricostruita in stile moderno, mentre le ali esterne della struttura sono state mantenute nello stato originale.
La stazione è servita da binari a scartamento metrico, utilizzato nella maggior parte delle ferrovie vietnamite. I treni diretti per Nanning e Pechino in Cina partono infatti dalla stazione di Gia Lâm, nella zona nord est di Hanoi, capolinea della linea a scartamento standard per il confine cinese. I treni provenienti dalla stazione di Hanoi terminano invece al confine, dove i passeggeri devono trasferirsi su un convoglio cinese.